# Podsumowanie startów Porsche w Formule 1
Dział sportowy Porsche został utworzony przez syna Ferdinanda Porsche – Ferry’ego Porsche – w 1948 roku jako Dr Ing F. Porsche KG. Pierwszy bolid Porsche w Formule 1 zadebiutował w 1957 roku podczas Grand Prix Niemiec, w którym to Grand Prix w Porsche 550RS ścigał się Carel Godin de Beaufort w zespole Écurie Maarsbergen. Natomiast zespół Dr Ing F. Porsche KG zadebiutował jako zespół Formuły 1 podczas Grand Prix Włoch w 1960, gdy w bolidzie Porsche 718/2 zasiadł Edgar Barth i Hans Herrmann. W 1961 roku po zmianie przepisów Formuły 1 Porsche zdecydowało się uczestniczyć w całym jej sezonie. W połowie tego sezonu Porsche stało się konkurencyjne: Dan Gurney trzykrotnie był drugi, a zespół zakończył mistrzostwa na trzecim miejscu w klasyfikacji generalnej konstruktorów. W 1962 roku Gurney wywalczył dla Porsche jedyne zwycięstwo, podczas Grand Prix Francji, i pole position podczas Grand Prix Niemiec. Pod koniec sezonu Porsche wycofało się z Formuły 1 z powodu wysokich kosztów, ale samochody koncernu uczestniczyły w serii do 1964 roku.

## Wyniki zespołów
| Legenda oznaczeń w tabelach wyników Wyświetl szablon na nowej stronie | Legenda oznaczeń w tabelach wyników Wyświetl szablon na nowej stronie                                                                     |
| Oznaczenie                                                            | Wyjaśnienie |
| --------------------------------------------------------------------- | --- |
| Złoty                                                                 | Zwycięzca lub mistrzostwo |
| Srebrny                                                               | 2. miejsce lub wicemistrzostwo |
| Brązowy                                                               | 3. miejsce lub II wicemistrzostwo |
| Zielony                                                               | Ukończył, punktował (w klasyfikacji generalnej, gdy zdobył co najmniej jeden punkt na przestrzeni sezonu, poza trzema powyższymi opcjami) |
| Niebieski                                                             | Ukończył, nie punktował (w klasyfikacji generalnej, gdy nie zdobył co najmniej jednego punktu na przestrzeni sezonu)                      |
| Czerwony                                                              | Nie zakwalifikował się (NZ) |
| Czerwony                                                              | Nie prekwalifikował się (NPK) |
| Różowy                                                                | Nie ukończył (NU) |
| Różowy                                                                | Niesklasyfikowany (NS) (w klasyfikacji generalnej, gdy nie został sklasyfikowany w żadnym wyścigu sezonu)                                 |
| Czarny                                                                | Zdyskwalifikowany (DK) |
| Czarny                                                                | Wykluczony (WYK/EX) |
| Biały                                                                 | Nie wystartował (NW) |
| Biały                                                                 | Kontuzjowany (K/INJ) |
| Biały                                                                 | Wyścig odwołany (OD/C) |
| Bez koloru                                                            | Został wycofany (WYC/WD) |
| Bez koloru                                                            | Nie przybył (NP/DNA) |
| Bez koloru                                                            | Nie brał udziału w treningach (NT/DNP) |
| Bez koloru                                                            | Nie został zgłoszony (–) |
| Pogrubienie                                                           | Start z pole position |
| Kursywa                                                               | Najszybsze okrążenie wyścigu |
| †                                                                     | Nie ukończył, ale jego rezultat został zaliczony ze względu na przejechanie więcej niż 90% dystansu wyścigu.                              |
| *                                                                     | Sezon w trakcie |
| 1/2/3                                                                 | Punktowana pozycja w sprincie kwalifikacyjnym                                                                                             |
| Lista systemów punktacji Formuły 1                                    | |

Tabela przedstawia wyniki fabrycznego zespołu Porsche oraz zespołów, które korzystały z samochodów Porsche. W nawiasie wskazano całkowitą liczbę punktów uzyskaną w sezonie, jeśli różniła się od liczby punktów, które dany kierowca uzyskał w Porsche.
| Sezon | Zespół                        | Bolid         | Silnik     | Kierowcy                | Wyniki w poszczególnych eliminacjach | Wyniki w poszczególnych eliminacjach | Wyniki w poszczególnych eliminacjach | Wyniki w poszczególnych eliminacjach | Wyniki w poszczególnych eliminacjach | Wyniki w poszczególnych eliminacjach | Wyniki w poszczególnych eliminacjach | Wyniki w poszczególnych eliminacjach | Wyniki w poszczególnych eliminacjach | Wyniki w poszczególnych eliminacjach | Wyniki w poszczególnych eliminacjach | Wyniki kierowców | Wyniki kierowców | Wyniki konstruktora | Wyniki konstruktora |
| Sezon | Zespół                        | Bolid         | Silnik     | Kierowcy                | ARG                                  | MON                                  | 500                                  | FRA                                  | GBR                                  | DEU                                  | PES                                  | ITA                                  |                                      |                                      |                                      | Punkty           | Pozycja          | Punkty              | Pozycja             |
| ----- | ----------------------------- | ------------- | ---------- | ----------------------- | ------------------------------------ | ------------------------------------ | ------------------------------------ | ------------------------------------ | ------------------------------------ | ------------------------------------ | ------------------------------------ | ------------------------------------ | ------------------------------------ | ------------------------------------ | ------------------------------------ | ---------------- | ---------------- | ------------------- | ------------------- |
| 1957  | Écurie Maarsbergen            | Porsche 550RS | Porsche B4 | Carel Godin de Beaufort | –                                    | –                                    | –                                    | –                                    | –                                    | 14                                   | –                                    | –                                    |                                      |                                      |                                      | 0                | NS               | –                   | –                   |
| 1957  | Dr Ing F. Porsche KG          | Porsche 550RS | Porsche B4 | Edgar Barth             | –                                    | –                                    | –                                    | –                                    | –                                    | 12                                   | –                                    | –                                    |                                      |                                      |                                      | 0                | NS               | –                   | –                   |
| 1957  | Dr Ing F. Porsche KG          | Porsche 550RS | Porsche B4 | Umberto Maglioli        | –                                    | –                                    | –                                    | –                                    | –                                    | NU                                   | –                                    | –                                    |                                      |                                      |                                      | 0                | NS               | –                   | –                   |
| 1958  |                               |               |            |                         | ARG                                  | MON                                  | NLD                                  | 500                                  | BEL                                  | FRA                                  | GBR                                  | DEU                                  | PRT                                  | ITA                                  | MAR                                  | Punkty           | Pozycja          | Punkty              | Pozycja             |
| 1958  | Écurie Maarsbergen            | Porsche RSK   | Porsche B4 | Carel Godin de Beaufort | –                                    | –                                    | 11                                   | –                                    | –                                    | –                                    | –                                    | NU                                   | –                                    | –                                    | –                                    | 0                | 39               | 0                   | 12                  |
| 1958  | Dr Ing F. Porsche KG          | Porsche RSK   | Porsche B4 | Edgar Barth             | –                                    | –                                    | –                                    | –                                    | –                                    | –                                    | –                                    | 6                                    | –                                    | –                                    | –                                    | 0                | NS               | 0                   | 12                  |
| 1959  |                               |               |            |                         | MON                                  | 500                                  | NLD                                  | FRA                                  | GBR                                  | DEU                                  | PRT                                  | ITA                                  | USA                                  |                                      |                                      | Punkty           | Pozycja          | Punkty              | Pozycja             |
| 1959  | Scuderia Colonia              | Porsche RSK   | Porsche B4 | Wolfgang Seidel         | NW                                   | –                                    | –                                    | –                                    | –                                    | –                                    | –                                    | –                                    | –                                    |                                      |                                      | 0                | NS               | 0                   | 9                   |
| 1959  | Écurie Maarsbergen            | Porsche RSK   | Porsche B4 | Carel Godin de Beaufort | –                                    | –                                    | 10                                   | –                                    | –                                    | –                                    | –                                    | –                                    | –                                    |                                      |                                      | 0                | 32               | 0                   | 9                   |
| 1959  | Blanchard Automobile Co       | Porsche RSK   | Porsche B4 | Harry Blanchard         | –                                    | –                                    | –                                    | –                                    | –                                    | –                                    | –                                    | –                                    | 7                                    |                                      |                                      | 0                | 27               | 0                   | 9                   |
| 1960  |                               |               |            |                         | ARG                                  | MON                                  | 500                                  | NLD                                  | BEL                                  | FRA                                  | GBR                                  | PRT                                  | ITA                                  | USA                                  |                                      | Punkty           | Pozycja          | Punkty              | Pozycja             |
| 1960  | Dr Ing F. Porsche KG          | Porsche 718/2 | Porsche B4 | Edgar Barth             | –                                    | –                                    | –                                    | –                                    | –                                    | –                                    | –                                    | –                                    | 7                                    | –                                    |                                      | 0                | 29               | 1                   | 7                   |
| 1960  | Porsche System Engineering    | Porsche 718/2 | Porsche B4 | Hans Herrmann           | –                                    | –                                    | –                                    | –                                    | –                                    | –                                    | –                                    | –                                    | 6                                    | –                                    |                                      | 1                | 28               | 1                   | 7                   |
| 1961  |                               |               |            |                         | MON                                  | NLD                                  | BEL                                  | FRA                                  | GBR                                  | DEU                                  | ITA                                  | USA                                  |                                      |                                      |                                      | Punkty           | Pozycja          | Punkty              | Pozycja             |
| 1961  | Porsche System Engineering    | Porsche 787   | Porsche B4 | Joakim Bonnier          | 12                                   | 11                                   | –                                    | –                                    | –                                    | –                                    | –                                    | –                                    |                                      |                                      |                                      | 3                | 15               | 22                  | 3                   |
| 1961  | Porsche System Engineering    | Porsche 787   | Porsche B4 | Dan Gurney              | –                                    | 10                                   | –                                    | –                                    | –                                    | –                                    | –                                    | –                                    |                                      |                                      |                                      | 21               | 4                | 22                  | 3                   |
| 1961  | Porsche System Engineering    | Porsche 718/2 | Porsche B4 | Dan Gurney              | 5                                    | –                                    | 6                                    | 2                                    | 7                                    | 7                                    | 2                                    | 2                                    |                                      |                                      |                                      | 21               | 4                | 22                  | 3                   |
| 1961  | Porsche System Engineering    | Porsche 718/2 | Porsche B4 | Hans Herrmann           | 9                                    | –                                    | –                                    | –                                    | –                                    | 13                                   | –                                    | –                                    |                                      |                                      |                                      | 0                | 23               | 22                  | 3                   |
| 1961  | Porsche System Engineering    | Porsche 718/2 | Porsche B4 | Joakim Bonnier          | –                                    | –                                    | 7                                    | 7                                    | 5                                    | NS                                   | NU                                   | 6                                    |                                      |                                      |                                      | 3                | 15               | 22                  | 3                   |
| 1961  | Porsche System Engineering    | Porsche 718/2 | Porsche B4 | Edgar Barth             | –                                    | –                                    | –                                    | –                                    | –                                    | NW                                   | NW                                   | –                                    |                                      |                                      |                                      | 0                | NS               | 22                  | 3                   |
| 1961  | Écurie Maarsbergen            | Porsche 718   | Porsche B4 | Carel Godin de Beaufort | –                                    | 14                                   | 11                                   | NU                                   | 16                                   | 14                                   | 7                                    | –                                    |                                      |                                      |                                      | 0                | 19               | 22                  | 3                   |
| 1961  | Écurie Maarsbergen            | Porsche 718   | Porsche B4 | Hans Herrmann           | –                                    | 15                                   | –                                    | –                                    | –                                    | –                                    | –                                    | –                                    |                                      |                                      |                                      | 0                | 23               | 22                  | 3                   |
| 1962  |                               |               |            |                         | NLD                                  | MON                                  | BEL                                  | FRA                                  | GBR                                  | DEU                                  | ITA                                  | USA                                  | RPA                                  |                                      |                                      | Punkty           | Pozycja          | Punkty              | Pozycja             |
| 1962  | Porsche System Engineering    | Porsche 804   | Porsche B8 | Joakim Bonnier          | 7                                    | –                                    | WD                                   | NU                                   | NU                                   | 7                                    | 6                                    | 13                                   | –                                    |                                      |                                      | 3                | 15               | 18                  | 5                   |
| 1962  | Porsche System Engineering    | Porsche 804   | Porsche B8 | Dan Gurney              | NU                                   | NU                                   | –                                    | 1                                    | 9                                    | 3                                    | 13                                   | 5                                    | –                                    |                                      |                                      | 15               | 5                | 18                  | 5                   |
| 1962  | Porsche System Engineering    | Porsche 804   | Porsche B8 | Phil Hill               | –                                    | –                                    | –                                    | –                                    | –                                    | –                                    | –                                    | NW                                   | –                                    |                                      |                                      | 0 (14)           | 6                | 18                  | 5                   |
| 1962  | Porsche System Engineering    | Porsche 718/2 | Porsche B4 | Joakim Bonnier          | –                                    | 5                                    | –                                    | –                                    | –                                    | –                                    | –                                    | –                                    | –                                    |                                      |                                      | 3                | 15               | 18                  | 5                   |
| 1962  | Écurie Maarsbergen            | Porsche 718   | Porsche B4 | Carel Godin de Beaufort | 6                                    | NZ                                   | 7                                    | 6                                    | 14                                   | 13                                   | 10                                   | NU                                   | 11                                   |                                      |                                      | 2                | 17               | 18                  | 5                   |
| 1962  | Écurie Maarsbergen            | Porsche 787   | Porsche B4 | Ben Pon                 | NU                                   | –                                    | –                                    | –                                    | –                                    | –                                    | –                                    | –                                    | –                                    |                                      |                                      | 0                | 42               | 18                  | 5                   |
| 1962  | Écurie Maarsbergen            | Porsche 718   | Porsche B4 | Rob Slotemaker          | NW                                   | –                                    | –                                    | –                                    | –                                    | –                                    | –                                    | –                                    | –                                    |                                      |                                      | 0                | NS               | 18                  | 5                   |
| 1962  | Scuderia Republica di Venezia | Porsche 718   | Porsche B4 | Nino Vaccarella         | –                                    | –                                    | –                                    | –                                    | –                                    | 15                                   | –                                    | –                                    | –                                    |                                      |                                      | 0                | 23               | 18                  | 5                   |
| 1962  | Ecurie Filipinetti            | Porsche 718   | Porsche B4 | Heini Walter            | –                                    | –                                    | –                                    | –                                    | –                                    | 14                                   | –                                    | –                                    | –                                    |                                      |                                      | 0                | 34               | 18                  | 5                   |
| 1963  |                               |               |            |                         | MON                                  | BEL                                  | NLD                                  | FRA                                  | GBR                                  | DEU                                  | ITA                                  | USA                                  | MEX                                  | RPA                                  |                                      | Punkty           | Pozycja          | Punkty              | Pozycja             |
| 1963  | Écurie Maarsbergen            | Porsche 718   | Porsche B4 | Carel Godin de Beaufort | WD                                   | 6                                    | 9                                    | –                                    | 10                                   | NU                                   | NZ                                   | 6                                    | 10                                   | 10                                   |                                      | 2                | 14               | 5                   | 7                   |
| 1963  | Écurie Maarsbergen            | Porsche 718   | Porsche B4 | Gerhard Mitter          | –                                    | –                                    | NU                                   | –                                    | –                                    | 4                                    | WD                                   | –                                    | –                                    | –                                    |                                      | 3                | 12               | 5                   | 7                   |
| 1963  | Count Volpi                   | Porsche 718   | Porsche B4 | Carlo Mario Abate       | –                                    | –                                    | –                                    | –                                    | –                                    | –                                    | NW                                   | –                                    | –                                    | –                                    |                                      | 0                | NS               | 5                   | 7                   |
| 1964  | Écurie Maarsbergen            | Porsche 718   | Porsche B4 | Carel Godin de Beaufort | MON                                  | NLD                                  | BEL                                  | FRA                                  | GBR                                  | DEU                                  | AUT                                  | ITA                                  | USA                                  | MEX                                  |                                      | Punkty           | Pozycja          | Punkty              | Pozycja             |
| 1964  | Écurie Maarsbergen            | Porsche 718   | Porsche B4 | Carel Godin de Beaufort | –                                    | NU                                   | –                                    | –                                    | –                                    | NW                                   | –                                    | –                                    | –                                    | –                                    |                                      | 0                | NS               | 0                   | NS                  |

## Wyniki Behra-Porsche
W 1959 i 1960 roku zespoły Porsche; Dr Ing F. Porsche KG, Jean Behra i Camoradi International startowały, korzystając z samochodów francuskiego konstruktora Behra-Porsche. Behra-Porsche używało de facto samochodów Porsche.
| Legenda oznaczeń w tabelach wyników Wyświetl szablon na nowej stronie | Legenda oznaczeń w tabelach wyników Wyświetl szablon na nowej stronie                                                                     |
| Oznaczenie                                                            | Wyjaśnienie |
| --------------------------------------------------------------------- | --- |
| Złoty                                                                 | Zwycięzca lub mistrzostwo |
| Srebrny                                                               | 2. miejsce lub wicemistrzostwo |
| Brązowy                                                               | 3. miejsce lub II wicemistrzostwo |
| Zielony                                                               | Ukończył, punktował (w klasyfikacji generalnej, gdy zdobył co najmniej jeden punkt na przestrzeni sezonu, poza trzema powyższymi opcjami) |
| Niebieski                                                             | Ukończył, nie punktował (w klasyfikacji generalnej, gdy nie zdobył co najmniej jednego punktu na przestrzeni sezonu)                      |
| Czerwony                                                              | Nie zakwalifikował się (NZ) |
| Czerwony                                                              | Nie prekwalifikował się (NPK) |
| Różowy                                                                | Nie ukończył (NU) |
| Różowy                                                                | Niesklasyfikowany (NS) (w klasyfikacji generalnej, gdy nie został sklasyfikowany w żadnym wyścigu sezonu)                                 |
| Czarny                                                                | Zdyskwalifikowany (DK) |
| Czarny                                                                | Wykluczony (WYK/EX) |
| Biały                                                                 | Nie wystartował (NW) |
| Biały                                                                 | Kontuzjowany (K/INJ) |
| Biały                                                                 | Wyścig odwołany (OD/C) |
| Bez koloru                                                            | Został wycofany (WYC/WD) |
| Bez koloru                                                            | Nie przybył (NP/DNA) |
| Bez koloru                                                            | Nie brał udziału w treningach (NT/DNP) |
| Bez koloru                                                            | Nie został zgłoszony (–) |
| Pogrubienie                                                           | Start z pole position |
| Kursywa                                                               | Najszybsze okrążenie wyścigu |
| †                                                                     | Nie ukończył, ale jego rezultat został zaliczony ze względu na przejechanie więcej niż 90% dystansu wyścigu.                              |
| *                                                                     | Sezon w trakcie |
| 1/2/3                                                                 | Punktowana pozycja w sprincie kwalifikacyjnym                                                                                             |
| Lista systemów punktacji Formuły 1                                    | |

| Sezon | Zespół                 | Bolid                 | Silnik     | Kierowcy                 | Wyniki w poszczególnych eliminacjach | Wyniki w poszczególnych eliminacjach | Wyniki w poszczególnych eliminacjach | Wyniki w poszczególnych eliminacjach | Wyniki w poszczególnych eliminacjach | Wyniki w poszczególnych eliminacjach | Wyniki w poszczególnych eliminacjach | Wyniki w poszczególnych eliminacjach | Wyniki w poszczególnych eliminacjach | Wyniki w poszczególnych eliminacjach | Wyniki kierowców | Wyniki kierowców | Wyniki konstruktora | Wyniki konstruktora |
| Sezon | Zespół                 | Bolid                 | Silnik     | Kierowcy                 | MCO                                  | 500                                  | NLD                                  | FRA                                  | GBR                                  | DEU                                  | PRT                                  | ITA                                  | USA                                  |                                      | Punkty           | Pozycja          | Punkty              | Pozycja             |
| ----- | ---------------------- | --------------------- | ---------- | ------------------------ | ------------------------------------ | ------------------------------------ | ------------------------------------ | ------------------------------------ | ------------------------------------ | ------------------------------------ | ------------------------------------ | ------------------------------------ | ------------------------------------ | ------------------------------------ | ---------------- | ---------------- | ------------------- | ------------------- |
| 1959  | Dr Ing F. Porsche KG   | Porsche 718/2         | Porsche B4 | Wolfgang von Trips       | NU                                   | –                                    | –                                    | –                                    | –                                    | NW                                   | –                                    | –                                    | –                                    |                                      | 0                | 23               | 0                   | NS                  |
| 1959  | Dr Ing F. Porsche KG   | Porsche RSK           | Porsche B4 | Maria Teresa de Filippis | NZ                                   | –                                    | –                                    | –                                    | –                                    | –                                    | –                                    | –                                    | –                                    |                                      | 0                | 63               | 0                   | NS                  |
| 1959  | Jean Behra             | Porsche RSK           | Porsche B4 | Jean Behra               | –                                    | –                                    | –                                    | –                                    | –                                    | NW                                   | –                                    | –                                    | –                                    |                                      | 0                | 19               | 0                   | NS                  |
| 1960  |                        |                       |            |                          | ARG                                  | MCO                                  | 500                                  | NLD                                  | BEL                                  | FRA                                  | GBR                                  | PRT                                  | ITA                                  | USA                                  | Punkty           | Pozycja          | Punkty              | Pozycja             |
| 1960  | Camoradi International | Behra-Porsche Special | Porsche B4 | Masten Gregory           | 12                                   | –                                    | –                                    | –                                    | –                                    | –                                    | –                                    | –                                    | –                                    | –                                    | 0                | 36               | 0                   | 11                  |
| 1960  | Camoradi International | Behra-Porsche Special | Porsche B4 | Fred Gamble              | –                                    | –                                    | –                                    | –                                    | –                                    | –                                    | –                                    | –                                    | 10                                   | –                                    | 0                | 44               | 0                   | 11                  |

## Wyniki zespołów, które korzystały z silników Porsche
W 1981 Ron Dennis zgłosił się do Porsche z prośbą o wyprodukowania półtoralitrowego silnika V6. W 1983 roku Porsche przeprowadziło pierwsze testy swojego silnika w McLarenie MP4/1D. W latach 1983–1987 Porsche dostarczało silniki V6 1.5, które były przygotowywane przez TAG dla McLarena. W sezonie 1984 tytuł mistrzowski zdobył Niki Lauda, a w kolejnych dwóch latach – Alain Prost. W sezonach 1984 i 1985 McLaren był także najlepszy w klasyfikacji konstruktorów. W 1991 roku Porsche powróciło w roli dostawcy silników Formuły 1, gdy w bolidzie Footwork FA12 umieszczono jednostkę V12 Porsche 3512 3.5. Silnik okazał się jednak wielkim niepowodzeniem. Po sześciu wyścigach Footwork zmienił jednostkę Porsche na Ford Cosworth DFR V8.
| Legenda oznaczeń w tabelach wyników Wyświetl szablon na nowej stronie | Legenda oznaczeń w tabelach wyników Wyświetl szablon na nowej stronie                                                                     |
| Oznaczenie                                                            | Wyjaśnienie |
| --------------------------------------------------------------------- | --- |
| Złoty                                                                 | Zwycięzca lub mistrzostwo |
| Srebrny                                                               | 2. miejsce lub wicemistrzostwo |
| Brązowy                                                               | 3. miejsce lub II wicemistrzostwo |
| Zielony                                                               | Ukończył, punktował (w klasyfikacji generalnej, gdy zdobył co najmniej jeden punkt na przestrzeni sezonu, poza trzema powyższymi opcjami) |
| Niebieski                                                             | Ukończył, nie punktował (w klasyfikacji generalnej, gdy nie zdobył co najmniej jednego punktu na przestrzeni sezonu)                      |
| Czerwony                                                              | Nie zakwalifikował się (NZ) |
| Czerwony                                                              | Nie prekwalifikował się (NPK) |
| Różowy                                                                | Nie ukończył (NU) |
| Różowy                                                                | Niesklasyfikowany (NS) (w klasyfikacji generalnej, gdy nie został sklasyfikowany w żadnym wyścigu sezonu)                                 |
| Czarny                                                                | Zdyskwalifikowany (DK) |
| Czarny                                                                | Wykluczony (WYK/EX) |
| Biały                                                                 | Nie wystartował (NW) |
| Biały                                                                 | Kontuzjowany (K/INJ) |
| Biały                                                                 | Wyścig odwołany (OD/C) |
| Bez koloru                                                            | Został wycofany (WYC/WD) |
| Bez koloru                                                            | Nie przybył (NP/DNA) |
| Bez koloru                                                            | Nie brał udziału w treningach (NT/DNP) |
| Bez koloru                                                            | Nie został zgłoszony (–) |
| Pogrubienie                                                           | Start z pole position |
| Kursywa                                                               | Najszybsze okrążenie wyścigu |
| †                                                                     | Nie ukończył, ale jego rezultat został zaliczony ze względu na przejechanie więcej niż 90% dystansu wyścigu.                              |
| *                                                                     | Sezon w trakcie |
| 1/2/3                                                                 | Punktowana pozycja w sprincie kwalifikacyjnym                                                                                             |
| Lista systemów punktacji Formuły 1                                    | |

| 1983                                                               | Marlboro McLaren International    | TAG 1.5 V6 (t/c)     | Niki Lauda       | –   | –   | –   | –   | –   | –   | –   | –   | –   | –   | –   | NU  | NU  | NU  | 11  |     | 0 (12) | 10      | 0      | NS      |
| 1983                                                               | Marlboro McLaren International    | TAG 1.5 V6 (t/c)     | John Watson      | –   | –   | –   | –   | –   | –   | –   | –   | –   | –   | –   | –   | NU  | NU  | DK  |     | 0 (22) | 6       | 0      | NS      |
| 1984                                                               |                                   |                      |                  | BRA | RPA | BEL | SMR | FRA | MCO | KAN | USW | USA | GBR | DEU | AUT | HOL | ITA | EUR | PRT | Punkty | Pozycja | Punkty | Pozycja |
| 1984                                                               | Marlboro McLaren International    | TAG 1.5 V6 (t/c)     | Niki Lauda       | NU  | 1   | NU  | NU  | 1   | NU  | 2   | NU  | NU  | 1   | 2   | 1   | 2   | 1   | 4   | 2   | 72     | 1       | 143,5  | 1       |
| 1984                                                               | Marlboro McLaren International    | TAG 1.5 V6 (t/c)     | Alain Prost      | 1   | 2   | NU  | 1   | 7   | 1   | 3   | 4   | NU  | NU  | 1   | NU  | 1   | NU  | 1   | 1   | 71,5   | 2       | 143,5  | 1       |
| 1985                                                               |                                   |                      |                  | BRA | PRT | SMR | MCO | KAN | USW | FRA | GBR | DEU | AUT | HOL | ITA | BEL | EUR | RPA | AUS | Punkty | Pozycja | Punkty | Pozycja |
| 1985                                                               | Marlboro McLaren International    | TAG 1.5 V6 (t/c)     | Niki Lauda       | NU  | NU  | 4   | NU  | NU  | NU  | NU  | NU  | 5   | NU  | 1   | NU  | NW  | –   | NU  | NU  | 14     | 10      | 90     | 1       |
| 1985                                                               | Marlboro McLaren International    | TAG 1.5 V6 (t/c)     | John Watson      | –   | –   | –   | –   | –   | –   | –   | –   | –   | –   | –   | –   | –   | 7   | –   | –   | 0      | NS      | 90     | 1       |
| 1985                                                               | Marlboro McLaren International    | TAG 1.5 V6 (t/c)     | Alain Prost      | 1   | NU  | NU  | 1   | 3   | NU  | 3   | 1   | 2   | 1   | 2   | 1   | 3   | 4   | 3   | NU  | 73     | 1       | 90     | 1       |
| 1986                                                               |                                   |                      |                  | BRA | ESP | SMR | MCO | BEL | KAN | USW | FRA | GBR | DEU | HUN | AUT | ITA | PRT | MEX | AUS | Punkty | Pozycja | Punkty | Pozycja |
| 1986                                                               | Marlboro McLaren International    | TAG 1.5 V6 (t/c)     | Alain Prost      | NU  | 3   | 1   | 1   | 6   | 2   | 3   | 2   | 3   | 6   | NU  | 1   | DK  | 2   | 2   | 1   | 72     | 1       | 96     | 2       |
| 1986                                                               | Marlboro McLaren International    | TAG 1.5 V6 (t/c)     | Keke Rosberg     | NU  | 4   | 5   | 2   | NU  | 4   | NU  | 4   | NU  | 5   | NU  | 9   | 4   | NU  | NU  | NU  | 22     | 6       | 96     | 2       |
| 1987                                                               |                                   |                      |                  | BRA | SMR | BEL | MCO | USW | FRA | GBR | DEU | HUN | AUT | ITA | PRT | ESP | MEX | JAP | AUS | Punkty | Pozycja | Punkty | Pozycja |
| 1987                                                               | Marlboro McLaren International    | TAG 1.5 V6 (t/c)     | Alain Prost      | 1   | NU  | 1   | 9   | 3   | 3   | NU  | 7   | 3   | 6   | 15  | 1   | 2   | NU  | 7   | NU  | 46     | 4       | 76     | 2       |
| 1987                                                               | Marlboro McLaren International    | TAG 1.5 V6 (t/c)     | Stefan Johansson | 3   | 4   | 2   | NU  | 7   | 8   | NU  | 2   | NU  | 7   | 6   | 5   | 3   | NU  | 3   | NU  | 30     | 6       | 76     | 2       |
| W latach 1988–1990 Porsche nie dostarczało silników dla Formuły 1. |                                   |                      |                  |     |     |     |     |     |     |     |     |     |     |     |     |     |     |     |     |        |         |        |         |
| 1991                                                               |                                   |                      |                  | USA | BRA | SMR | MCO | KAN | MEX | FRA | GBR | DEU | HUN | BEL | ITA | PRT | ESP | JAP | AUS | Punkty | Pozycja | Punkty | Pozycja |
| 1991                                                               | Footwork Grand Prix International | Porsche 3512 3.5 V12 | Alex Caffi       | NZ  | NZ  | NZ  | NZ  | –   | –   | –   | –   | –   | –   | –   | –   | –   | –   | –   | –   | 0      | NS      | 0      | NS      |
| 1991                                                               | Footwork Grand Prix International | Porsche 3512 3.5 V12 | Stefan Johansson | –   | –   | –   | –   | NU  | NZ  | –   | –   | –   | –   | –   | –   | –   | –   | –   | –   | 0      | NS      | 0      | NS      |
| 1991                                                               | Footwork Grand Prix International | Porsche 3512 3.5 V12 | Michele Alboreto | NU  | NZ  | NZ  | NU  | NU  | NU  | –   | –   | –   | –   | –   | –   | –   | –   | –   | –   | 0      | NS      | 0      | NS      |

## Podsumowanie

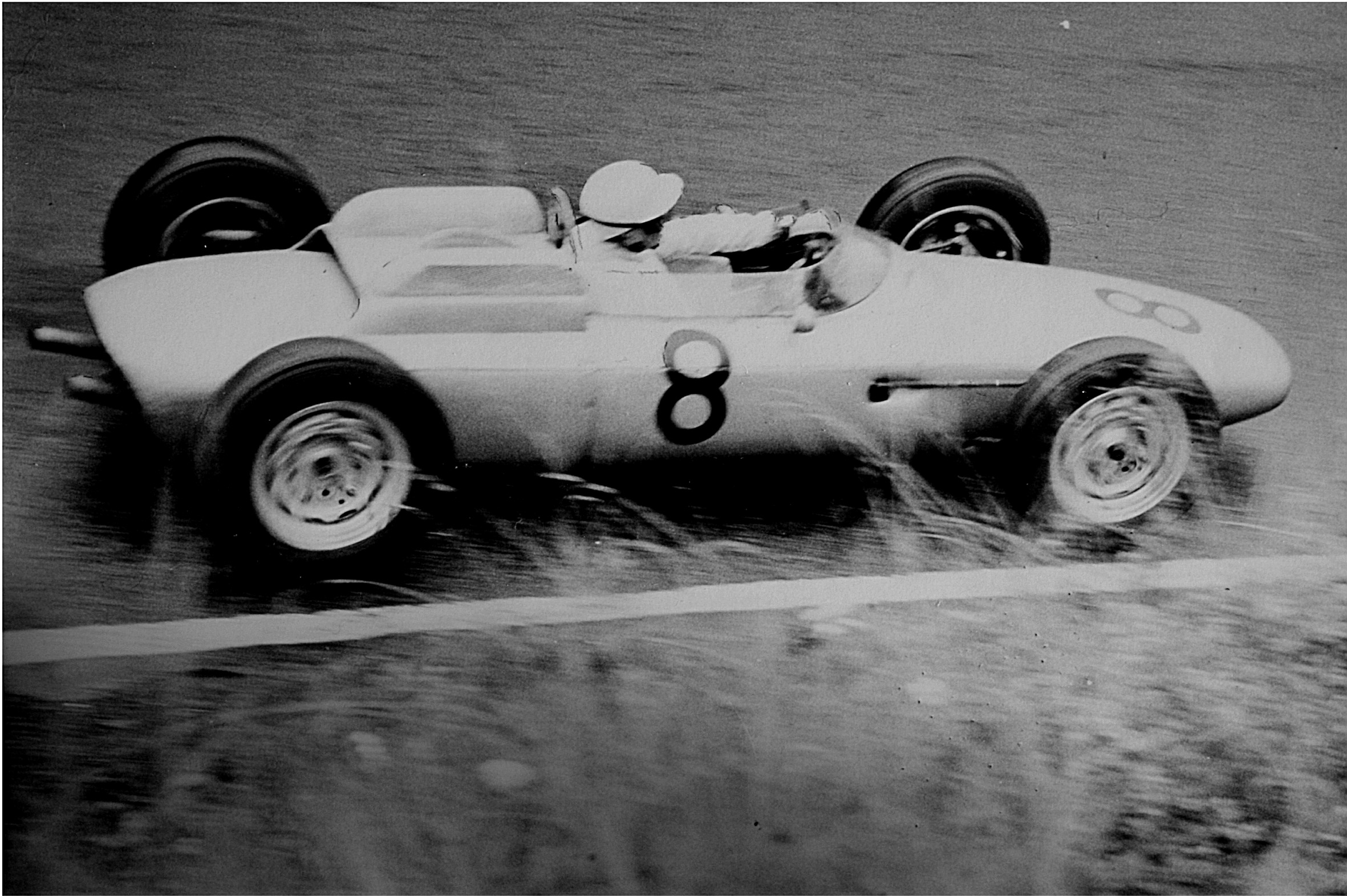
Joakim Bonnier podczas Grand Prix Niemiec 1962

| Ważne wyścigi          | Ważne wyścigi                                                      |
| ---------------------- | ------------------------------------------------------------------ |
| Debiut                 | Grand Prix Niemiec 1957 ( Edgar Barth)                             |
| Pierwsze pole position | Grand Prix Niemiec 1962 ( Dan Gurney)                              |
| Pierwsze punkty        | Grand Prix Włoch 1960 ( Hans Herrmann)                             |
| Pierwsze podium        | Grand Prix Francji 1961 ( Dan Gurney)                              |
| Pierwsze zwycięstwo    | Grand Prix Francji 1962 ( Dan Gurney)                              |
| Ostatni                | Grand Prix Stanów Zjednoczonych 1962 ( Joakim Bonnier, Dan Gurney) |
| Najwyższe pozycje      |                                                                    |
| Kwalifikacje           | 1                                                                  |
| Wyścig                 | 1                                                                  |

## Statystyki
Źródła: Stats F1, ChicaneF1
Pierwsza tabela obejmuje zespół fabryczny, trzecia – pozostałe zespoły, które korzystały z samochodów Porsche. Trzecia i czwarta tabela są analogiczne do pierwszej i drugiej.

### Zespół Porsche
| Sezon | Zespół                                          | Konstruktor | Zgłoszenia | GP | PKT | P. | P1 | P2 | P3 | Punkt. | PP | NO | NS | DK | NZ |
| --- | ----------------------------------------------- | ----------- | ---------- | -- | --- | -- | -- | -- | -- | ------ | -- | -- | -- | -- | -- |
| 1957 | Dr Ing F. Porsche KG                            | Porsche     | 2          | 1  | -   | –  | -  | -  | -  | -      | -  | -  | -  | -  | -  |
| 1958 | Dr Ing F. Porsche KG                            | Porsche     | 1          | 1  | -   | 12 | -  | -  | -  | -      | -  | -  | -  | -  | -  |
| 1960 | Dr Ing F. Porsche KG Porsche System Engineering | Porsche     | 2          | 1  | 1   | 7  | -  | -  | -  | 1      | -  | -  | -  | -  | -  |
| 1961 | Porsche System Engineering                      | Porsche     | 20         | 8  | 23  | 3  | -  | 3  | -  | 7      | -  | -  | 1  | -  | -  |
| 1962 | Porsche System Engineering                      | Porsche     | 16         | 8  | 19  | 5  | 1  | -  | 1  | 5      | 1  | -  | -  | -  | -  |
| Razem | 2                                               | 1           | 41         | 19 | 43  | 3  | 1  | 1  | 1  | 13     | 1  | -  | 1  | -  | -  |
| Sezon | Zespół                                          | Konstruktor | Zgłoszenia | GP | PKT | P. | P1 | P2 | P3 | Punkt. | PP | NO | NS | DK | NZ |
| Zgłoszenia - starty wszystkich samochodów; GP - zaliczone Grand Prix; P. - pozycja końcowa; P1, P2, P3 - pozycje na podium; Punkt. - punktował; PP - pole position; NO - najszybsze okrążenia; NS - niesklasyfikowany; DK - dyskwalifikacje; NZ - nie zakwalifikował się |                                                 |             |            |    |     |    |    |    |    |        |    |    |    |    |    |

### Jako Behra-Porsche
| Sezon | Zespół               | Konstruktor   | Zgłoszenia | GP | PKT | P. | P1 | P2 | P3 | Punkt. | PP | NO | NS | DK | NZ |
| --- | -------------------- | ------------- | ---------- | -- | --- | -- | -- | -- | -- | ------ | -- | -- | -- | -- | -- |
| 1959 | Dr Ing F. Porsche KG | Behra-Porsche | 3          | 1  | -   | NS | -  | -  | -  | -      | -  | -  | -  | -  | 1  |
| Razem | 1                    | 1             | 3          | 1  | -   | NS | -  | -  | -  | -      | -  | -  | -  | -  | 1  |
| Sezon | Zespół               | Konstruktor   | Zgłoszenia | GP | PKT | P. | P1 | P2 | P3 | Punkt. | PP | NO | NS | DK | NZ |
| Zgłoszenia - starty wszystkich samochodów; GP - zaliczone Grand Prix; P. - pozycja końcowa; P1, P2, P3 - pozycje na podium; Punkt. - punktował; PP - pole position; NO - najszybsze okrążenia; NS - niesklasyfikowany; DK - dyskwalifikacje; NZ - nie zakwalifikował się |                      |               |            |    |     |    |    |    |    |        |    |    |    |    |    |

### Pozostałe zespoły
| Sezon | Zespół                                                              | Konstruktor | Zgłoszenia | GP | PKT | P. | P1 | P2 | P3 | Punkt. | PP | NO | NS | DK | NZ |
| --- | ------------------------------------------------------------------- | ----------- | ---------- | -- | --- | -- | -- | -- | -- | ------ | -- | -- | -- | -- | -- |
| 1957 | Écurie Maarsbergen                                                  | Porsche     | 1          | 1  | -   | –  | -  | -  | -  | -      | -  | -  | -  | -  | -  |
| 1958 | Écurie Maarsbergen                                                  | Porsche     | 2          | 2  | -   | 12 | -  | -  | -  | -      | -  | -  | -  | -  | -  |
| 1959 | Scuderia Colonia Écurie Maarsbergen Blanchard Automobile Co         | Porsche     | 3          | 2  | -   | 9  | -  | -  | -  | -      | -  | -  | -  | -  | -  |
| 1961 | Écurie Maarsbergen                                                  | Porsche     | 7          | 6  | -   | 3  | -  | -  | -  | -      | -  | -  | -  | -  | -  |
| 1962 | Écurie Maarsbergen Scuderia Republica di Venezia Ecurie Filipinetti | Porsche     | 13         | 8  | 2   | 5  | -  | -  | -  | 2      | -  | -  | -  | -  | 1  |
| 1963 | Écurie Maarsbergen Count Volpi                                      | Porsche     | 13         | 8  | 5   | 7  | -  | -  | -  | 3      | -  | -  | -  | -  | 1  |
| 1964 | Écurie Maarsbergen                                                  | Porsche     | 2          | 1  | -   | NS | -  | -  | -  | -      | -  | -  | -  | -  | -  |
| Razem | 6                                                                   | 1           | 41         | 28 | 7   | 3  | -  | -  | -  | 5      | -  | -  | -  | -  | 2  |
| Sezon | Zespół                                                              | Konstruktor | Zgłoszenia | GP | PKT | P. | P1 | P2 | P3 | Punkt. | PP | NO | NS | DK | NZ |
| Zgłoszenia - starty wszystkich samochodów; GP - zaliczone Grand Prix; P. - pozycja końcowa; P1, P2, P3 - pozycje na podium; Punkt. - punktował; PP - pole position; NO - najszybsze okrążenia; NS - niesklasyfikowany; DK - dyskwalifikacje; NZ - nie zakwalifikował się |                                                                     |             |            |    |     |    |    |    |    |        |    |    |    |    |    |

### Pozostałe zespoły jako Behra-Porsche
| Sezon | Zespół                 | Konstruktor   | Zgłoszenia | GP | PKT | P. | P1 | P2 | P3 | Punkt. | PP | NO | NS | DK | NZ |
| --- | ---------------------- | ------------- | ---------- | -- | --- | -- | -- | -- | -- | ------ | -- | -- | -- | -- | -- |
| 1959 | Jean Behra             | Behra-Porsche | 1          | -  | -   | NS | -  | -  | -  | -      | -  | -  | -  | -  | -  |
| 1960 | Camoradi International | Behra-Porsche | 2          | 2  | -   | 11 | -  | -  | -  | -      | -  | -  | -  | -  | -  |
| Razem | 2                      | 1             | 3          | 2  | -   | 11 | -  | -  | -  | -      | -  | -  | -  | -  | -  |
| Sezon | Zespół                 | Konstruktor   | Zgłoszenia | GP | PKT | P. | P1 | P2 | P3 | Punkt. | PP | NO | NS | DK | NZ |
| Zgłoszenia - starty wszystkich samochodów; GP - zaliczone Grand Prix; P. - pozycja końcowa; P1, P2, P3 - pozycje na podium; Punkt. - punktował; PP - pole position; NO - najszybsze okrążenia; NS - niesklasyfikowany; DK - dyskwalifikacje; NZ - nie zakwalifikował się |                        |               |            |    |     |    |    |    |    |        |    |    |    |    |    |

## Informacje techniczne
Źródło: All Formula One Info, ChicaneF1, Wyprzedź Mnie!

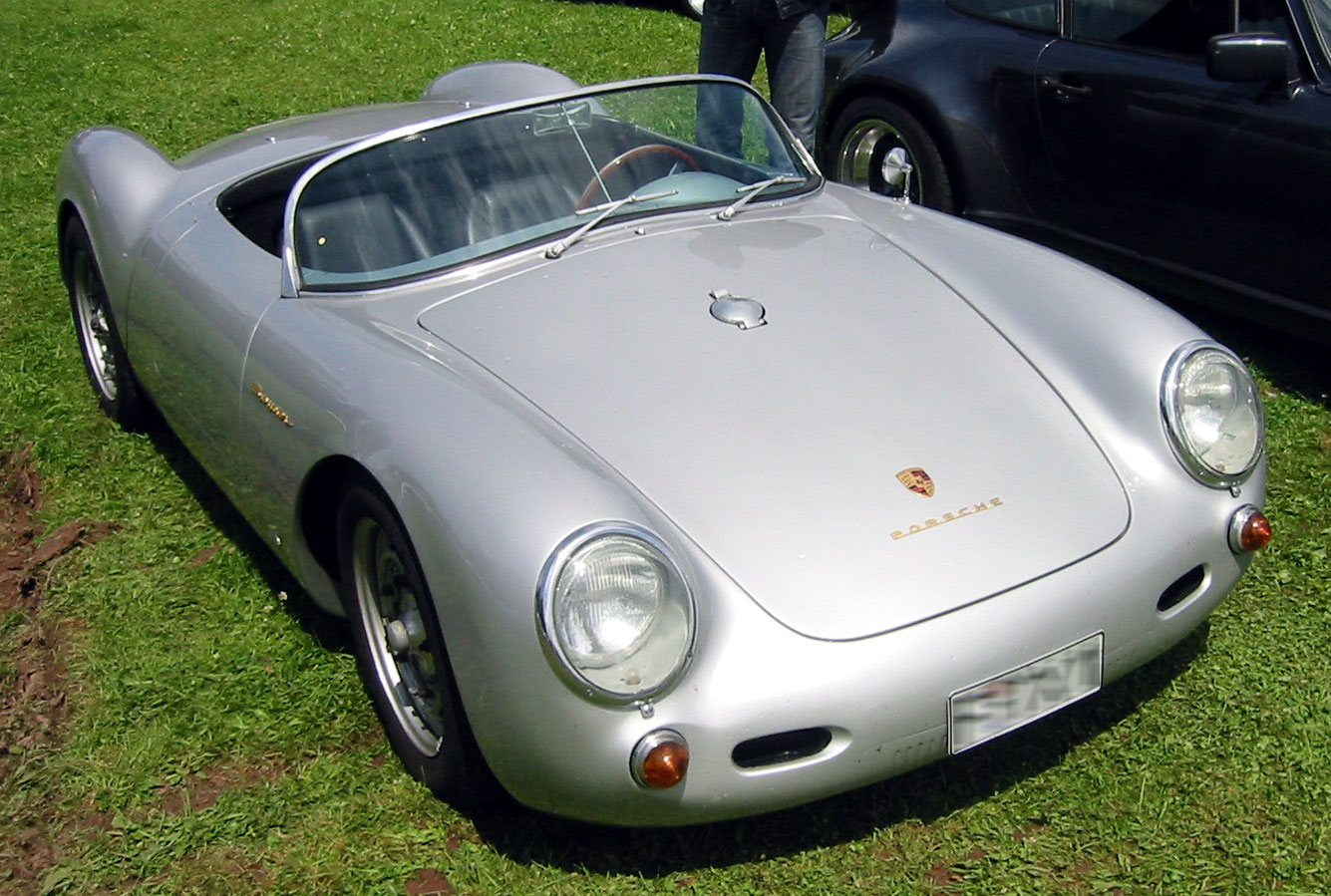
Porsche 550 Spyder (1500 RS)

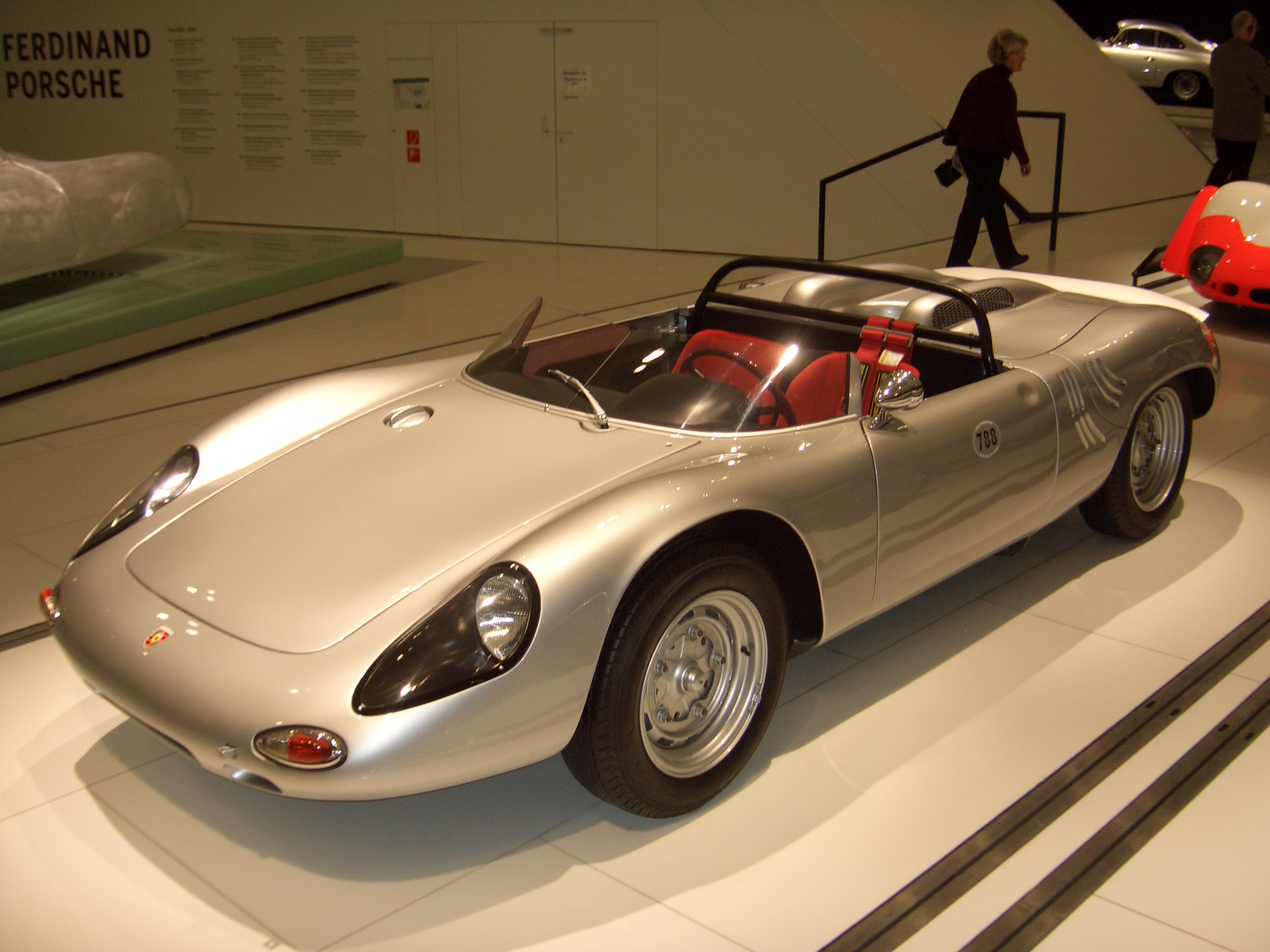
Porsche 718 W-RS Spyder

Bolidy Porsche napędzane były silnikami własnej konstrukcji. Opony dostarczała firma Dunlop.
| Sezon | Zespół                                                                                         | Podwozie                                          | Silnik (Typ)                  | Opony  |
| ----- | ---------------------------------------------------------------------------------------------- | ------------------------------------------------- | ----------------------------- | ------ |
| 1957  | Écurie Maarsbergen Dr Ing F. Porsche KG                                                        | Porsche 550RS                                     | Porsche 1.5 B4                | Dunlop |
| 1958  | Écurie Maarsbergen Dr Ing F. Porsche KG                                                        | Porsche RSK                                       | Porsche 1.5 B4                | Dunlop |
| 1959  | Scuderia Colonia Écurie Maarsbergen Blanchard Automobile Co                                    | Porsche RSK                                       | Porsche 1.5 B4                | Dunlop |
| 1960  | Dr Ing F. Porsche KG Porsche System Engineering                                                | Porsche 718/2                                     | Porsche 1.5 B4                | Dunlop |
| 1961  | Porsche System Engineering Écurie Maarsbergen                                                  | Porsche 787 Porsche 718/2 Porsche 718             | Porsche 1.5 B4                | Dunlop |
| 1962  | Porsche System Engineering Écurie Maarsbergen Scuderia Republica di Venezia Ecurie Filipinetti | Porsche 804 Porsche 718/2 Porsche 718 Porsche 787 | Porsche 1.5 B8 Porsche 1.5 B4 | Dunlop |
| 1963  | Écurie Maarsbergen Count Volpi                                                                 | Porsche 718                                       | Porsche 1.5 B4                | Dunlop |
| 1964  | Écurie Maarsbergen                                                                             | Porsche 718                                       | Porsche 1.5 B4                | Dunlop |
| Razem | 7                                                                                              | 6                                                 | 2                             | 1      |
| Sezon | Zespół                                                                                         | Podwozie                                          | Silnik (Typ)                  | Opony  |

### Jako Behra-Porsche
| Sezon | Zespół                          | Podwozie                  | Silnik (Typ)   | Opony  |
| ----- | ------------------------------- | ------------------------- | -------------- | ------ |
| 1959  | Dr Ing F. Porsche KG Jean Behra | Porsche 718/2 Porsche RSK | Porsche 1.5 B4 | Dunlop |
| 1960  | Camoradi International          | Behra-Porsche Special     | Porsche 1.5 B4 | Dunlop |
| Razem | 3                               | 2                         | 1              | 1      |
| Sezon | Zespół                          | Podwozie                  | Silnik (Typ)   | Opony  |

## Kierowcy
Źródło: ChicaneF1
Najwięcej wyścigów w barwach Porsche zaliczył Joakim Bonnier – w latach 1961–1962 uczestniczył w 15 wyścigach.
|     | Kierowca                | Sezony                                   | Starty | PP | Wygrane | MŚ | Zespół                        |
| --- | ----------------------- | ---------------------------------------- | ------ | -- | ------- | -- | ----------------------------- |
| NLD | Carel Godin de Beaufort | 1957, 1958, 1959, 1961, 1962, 1963, 1964 | 29     | 0  | 0       |    | Écurie Maarsbergen            |
| DEU | Edgar Barth             | 1957, 1958, 1960, 1961                   | 3      | 0  | 0       |    | fabryczny                     |
| ITA | Umberto Maglioli        | 1957                                     | 1      | 0  | 0       |    | fabryczny                     |
| DEU | Wolfgang Seidel         | 1959                                     | 0      | 0  | 0       |    | Scuderia Colonia              |
| USA | Harry Blanchard         | 1959                                     | 1      | 0  | 0       |    | Blanchard Automobile Co       |
| DEU | Hans Herrmann           | 1960, 1961                               | 4      | 0  | 0       |    | fabryczny Écurie Maarsbergen  |
| SWE | Joakim Bonnier          | 1961–1962                                | 15     | 0  | 0       |    | fabryczny                     |
| USA | Dan Gurney              | 1961–1962                                | 14     | 1  | 1       |    | fabryczny                     |
| USA | Phil Hill               | 1962                                     | 0      | 0  | 0       |    | fabryczny                     |
| NLD | Ben Pon                 | 1962                                     | 1      | 0  | 0       |    | Écurie Maarsbergen            |
| NLD | Rob Slotemaker          | 1962                                     | 0      | 0  | 0       |    | Écurie Maarsbergen            |
| ITA | Nino Vaccarella         | 1962                                     | 1      | 0  | 0       |    | Scuderia Republica di Venezia |
| CHE | Heini Walter            | 1962                                     | 1      | 0  | 0       |    | Ecurie Filipinetti            |
| DEU | Gerhard Mitter          | 1963                                     | 2      | 0  | 0       |    | Écurie Maarsbergen            |

### Startujący jako Behra-Porsche
|     | Kierowca                 | Sezony | Starty | PP | Wygrane | MŚ | Zespół                 |
| --- | ------------------------ | ------ | ------ | -- | ------- | -- | ---------------------- |
| DEU | Wolfgang von Trips       | 1959   | 1      | 0  | 0       |    | fabryczny              |
| ITA | Maria Teresa de Filippis | 1959   | 1      | 0  | 0       |    | fabryczny              |
| FRA | Jean Behra               | 1959   | 0      | 0  | 0       |    | Jean Behra             |
| USA | Masten Gregory           | 1960   | 1      | 0  | 0       |    | Camoradi International |
| USA | Fred Gamble              | 1960   | 1      | 0  | 0       |    | Camoradi International |